# Storia di Magasa

Peso di stadera romano rinvenuto a Magasa nel 1960 ca.

Magasa fu abitata ancora in epoca preistorica e trae le sue origini da un insediamento degli Stoni e dei Galli Cenomani. Con la piccola frazione di Cadria fu occupata dai Romani e dai Longobardi poi per sei secoli, dal 1100 circa al 1805, fu dominio dei Conti Lodron, nobili "Signori" feudali della Valle del Chiese e sottoposta all'amministrazione della città di Trento alla quale fu legata fino al 1934.
La mancanza di lavoro in loco fu la causa, verso la fine dell'Ottocento primi Novecento, del fenomeno dell'emigrazione, temporanea prima permanente poi, verso gli Stati Uniti d'America.

## Storia di un assassinio
Per Magasa e in generale per tutti i paesi della Val Vestino il 1700 fu un secolo difficile non solo per il continuo alternarsi di guerre e conseguenti invasioni di truppe nemiche, ma anche per le frequenti carestie, infezioni epidemiche e soprattutto per la diffusa criminalità dovuta alla debolezza dei governi locali, veneziano e vescovile, incapaci di far rispettare le leggi.

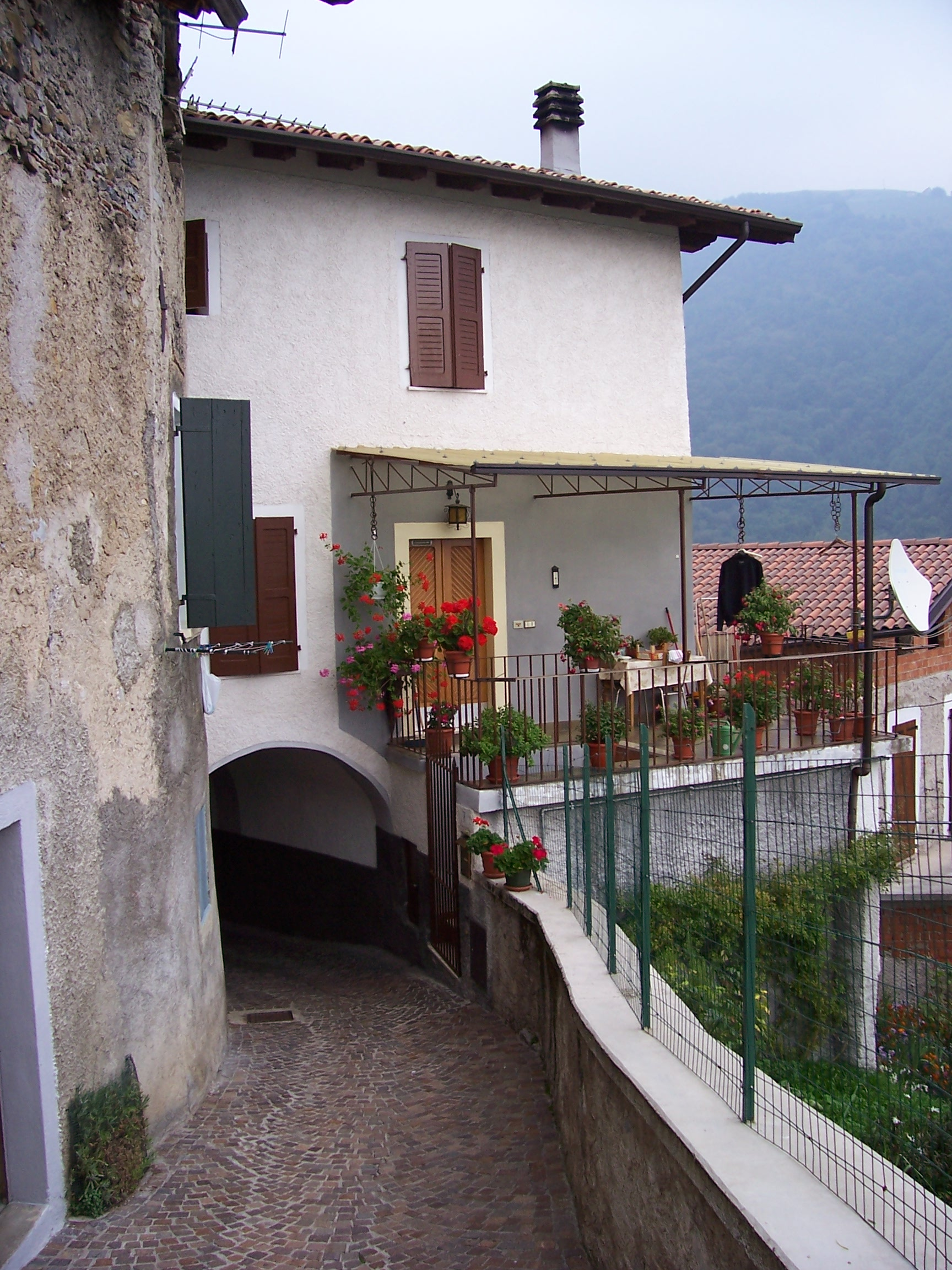
via Dosso

Questo stato di generale insicurezza sociale spinse gli abitanti a fortificare l'abitato: alle entrate furono posti cancelli in legno ed in ferro, chiamati restei, sorvegliati da armati; mentre in ogni casa furono aperte delle feritoie ad imbuto, dette spiarole, al fine di poter sorvegliare in sicurezza il transito nelle strade di persone sospette ed eventualmente sparare contro malintenzionati rimanendo ben protetti oltre il muro.

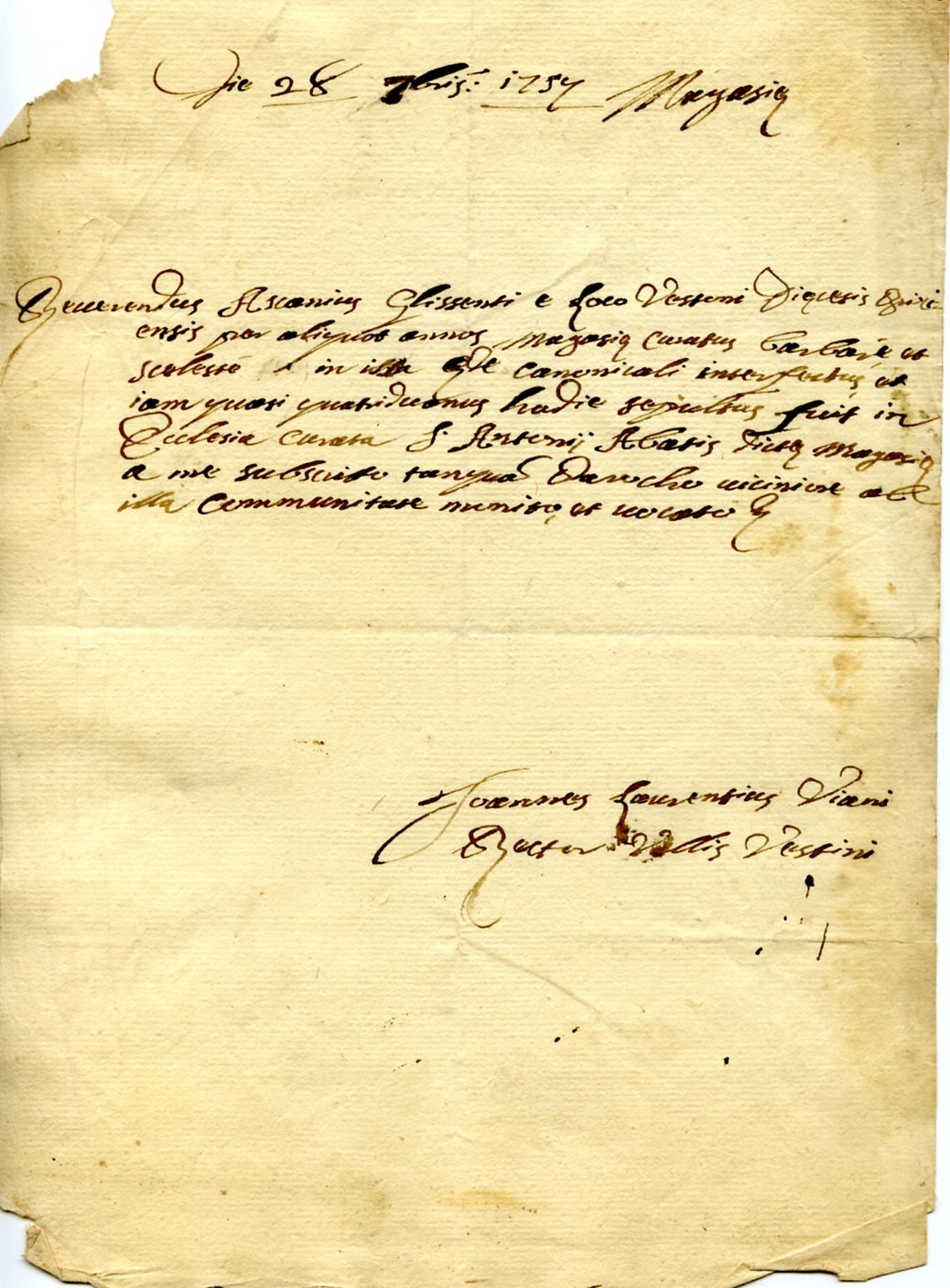
Arch. Parr. di Magasa. L'atto di morte di don Ascanio Glisenti

Il fatto criminale avvenne nella notte fra il 24 e il 25 settembre del 1759, quando il parroco di Magasa, don Ascanio Glisenti di Vestone, fu barbaramente decapitato a scopo di rapina dal mugnaio locale, originario della Repubblica di Venezia e dalle generalità sconosciute.
L'omicidio suscitò una sincera commozione e un grande scalpore sia in paese che nei territori vicini. A memoria d'uomo, nella comunità di Magasa non si ricordava un crimine così efferato e rivolto poi contro un sacerdote. La testimonianza dell'accaduto fu raccolta da padre Cipriano Gnesotti, religioso presso il convento dei Cappuccini di Condino ed eminente figura di appassionato della storia delle Giudicarie.

Don Ascanio Glisenti fu sepolto nella chiesa curata di sant'Antonio abate di Magasa il 28 settembre dal rettore di Val Vestino don Lorenzo Giovanni Viani di Turano, mentre il nostro mugnaio assassino, processato a Lodrone nello stesso anno, fu a sua volta decapitato, previo taglio della mano destra!

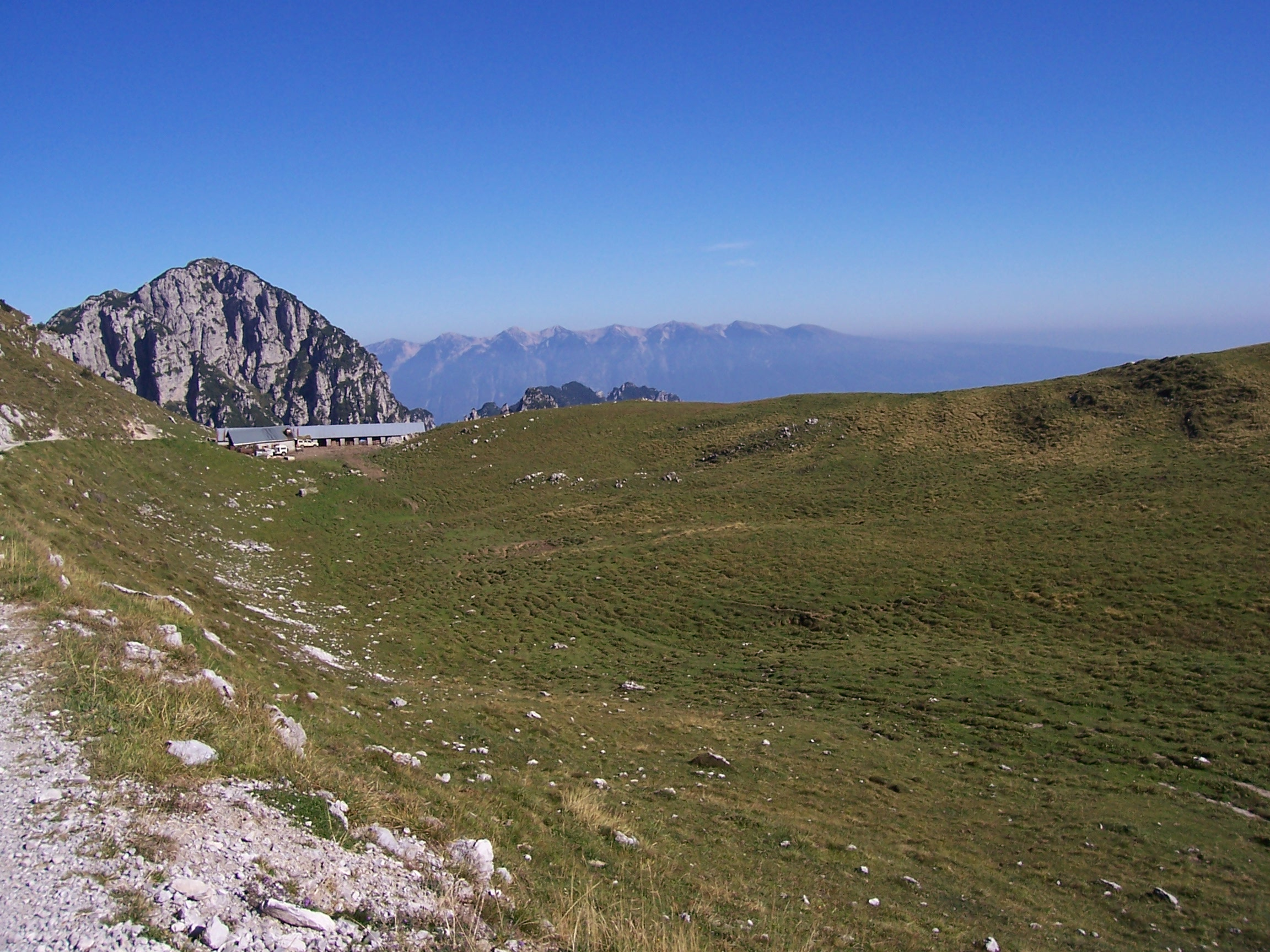
Malga Tombea e sullo sfondo il monte Caplone

## Al servizio dei Lodron
Nei secoli passati Magasa e le altre sei comunità rurali della Valvestino furono dominio dei Lodrone, detti anche semplicemente alla trentina: Lodron. Quest'antica, ricca e potente famiglia nobiliare originaria della Valle del Chiese, probabilmente nell'omonimo villaggio, e soggetta alla potestà del principe vescovo di Trento, dettò legge su questo territorio montagnoso ininterrottamente per oltre seicento anni dal 1100 circa fino agli inizi dell'Ottocento.
Insediati stabilmente nei palazzi del Caffaro, Bavaria di Lodrone, nei castelli di San Giovanni di Bondone, Santa Barbara di Lodrone e Castel Romano di Pieve di Bono, mantennero un legame molto stretto con la Valle, il feudo più antico fra tutti quelli posseduti, tanto che negli atti amministrativi e notarili erano soliti chiamarsi "Signori della Val Vestino".
Il primo documento che comprova l'appartenenza della Valle alla consorteria di Lodrone risale al 4 giugno del 1189 quando a Storo nella chiesa di San Floriano, sette rappresentanti delle più note famiglie storesi strinsero fra di loro un patto per la divisione consensuale del castello di Lodrone e delle proprietà che Calapino, cavaliere di Lodrone e vassallo della potente famiglia guelfa degli Appiano di Bolzano, possedeva nella Valvestino.
Nei secoli successivi si susseguirono da parte degli "avvocati" del principe vescovo di Trento varie investiture di conferma alla casata lodronea per il feudo valvestinese: l'ultima risale al 1396. Secondo gli storici il vero fondatore della potenza della dinastia fu Paride (1380-1439), detto il Grande, abile e feroce guerriero al soldo di Venezia, i cui due figli Giorgio (1400-1461) e Pietro (+1485), pure condottieri al servizio della Serenissima, nel 1452 furono creati Conti del Sacro Romano Impero Germanico. In quel periodo la Contea di Lodrone comprendeva anche il territorio di Riccomassimo, Darzo e Bondone.
Il conte Giorgio Lodron, fondatore del ramo di Castel Lodrone, sarà il promotore nel 1456 della tentata riconquista armata del villaggio di Droane appartenente al Comune di Tignale. Il 31 ottobre 1511 nella canonica della chiesa di San Giovanni Battista di Turano, radunati i rappresentanti dei comuni valvestinesi, il conte Bartolomeo presenziava come mediatore della più grande spartizione terriera, di monti e pascoli, mai avvenuta prima ad ora.
Nel 1589 in Trento, nel palazzo Lodron di via Calepina, i conti Gerolamo, Ludovico e Paride confermavano gli statuti comunali o "Carte da Regola" della comunità di Magasa, mentre lo statuto di Valle veniva approvato nel 1693 in Villa Lagarina dal conte Carlo Ferdinando Lodron (1663-1730), preposito capitolare dell'Arcidiocesi di Trento e figura eminente della dinastia. Costui il 27 agosto 1730, pochi mesi prima della sua morte, si recava a Cadria con le autorità locali e della Contea di Lodrone per la determinazione dei confini e dei beni appartenenti al suddetto feudo. Dal Seicento in poi gli interessi dei discendenti degli antichi Lodron si spostarono in Val Lagarina, a Trento ma specialmente in Austria e Germania.
Nell'ottobre 1750 il conte Nicolò (1711-1791), reggenre anziano della giurisdizione, lasciava il palazzo di Innsbruck per visitare per la prima volta la Valle e la Contea di Lodrone.

Il 3 marzo 1793 in Villa Lagarina il conte Domenico Antonio (1728-1806) rinnovava ai comuni valvestinesi per quarant'anni la locazione del Dazio con sede in Turano presso la casa Marzadri. Con l'occupazione napoleonica dell'Italia del 1797 gli ultimi residui feudali furono aboliti e se il Congresso di Vienna del 1815 li ristabilì, i Conti rinunceranno definitivamente alla loro giurisdizione il 19 giugno 1826 a favore della subentrata amministrazione austriaca.

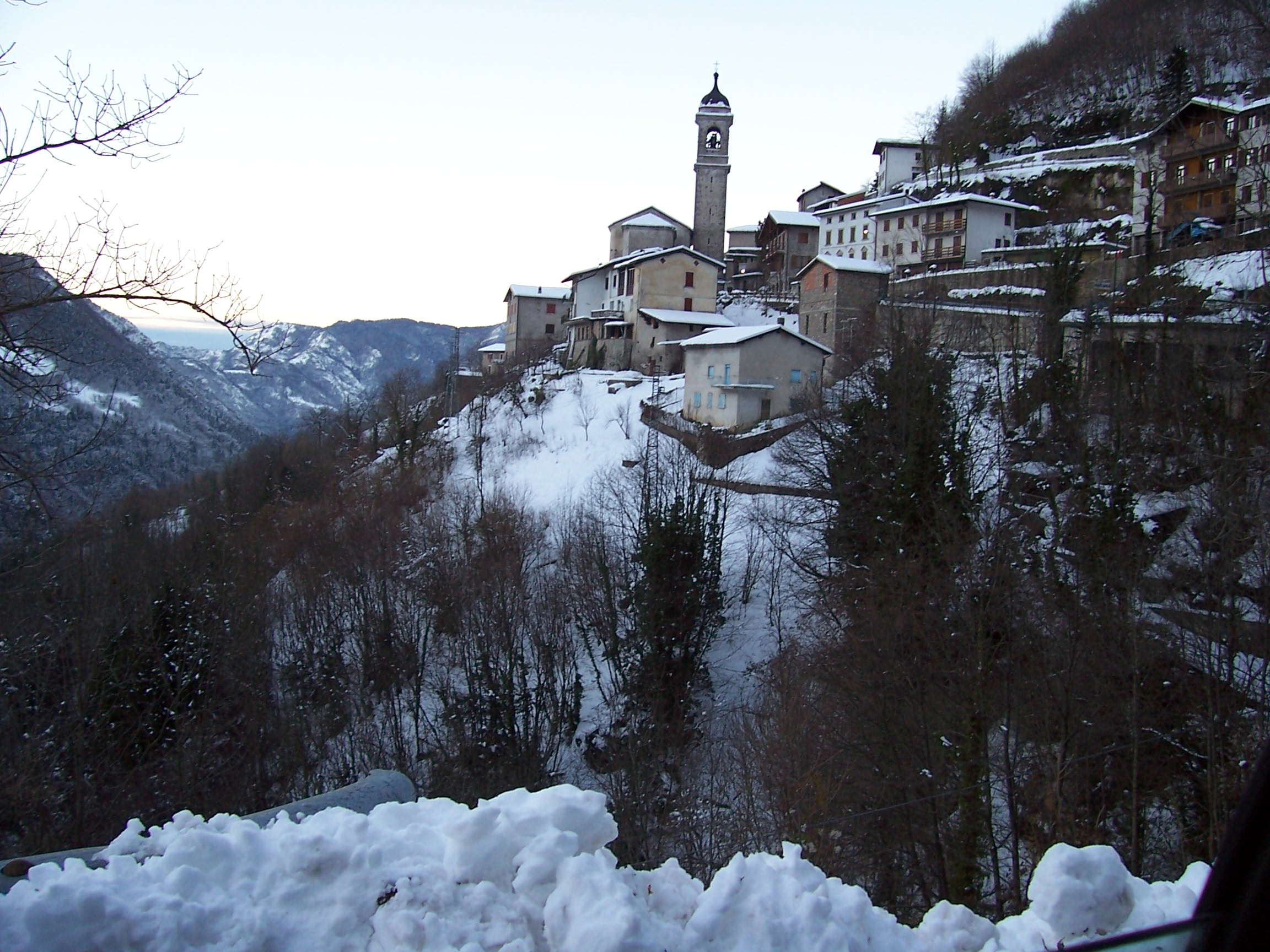
Magasa

## L'antica osteria comunale di Magasa
Nei secoli passati per una piccola, isolata ed antichissima comunità rurale di cinquecento anime come quella di Magasa, l'osteria comunale, detta anche “caneva”, “hostaria” o “bettola”, rappresentava un servizio pubblico di primaria importanza, rispondendo pienamente a tutte le esigenze della popolazione.
Oltre ad essere per i residenti un luogo di frequentazione, di aggregazione sociale, di svago, di trasgressione talvolta, poiché non di rado vi si praticavano giochi proibiti e, di tanto in tanto, ci scappava anche qualche bestemmia o rissa, luogo ancora di ricovero e di ristoro per gli occasionali “forestieri” di passaggio, svolgeva anche il compito di smercio e di conseguente controllo dei prezzi dei generi di prima necessità, come il pane ed il vino, evitando così inutili ed onerose spese ai già poveri abitanti.
L'esercizio, di proprietà del Comune, era condotto in affitto da un oste normalmente chiamato “canevaro” ed in tutto il territorio comunale era stabilito dalla pubblica “Vicinia” che vi fosse una sola “caneva”, al fine di garantire una discreta rendita finanziaria all'esercente ed alla stessa comunità. I clienti non mancavano e gli affari procedevano egregiamente, e di ciò si rese conto anche il coadiutore del principe vescovo di Trento, Leopoldo Ernesto dei conti di Firmian, che nel luglio del 1750, in occasione di una sua visita pastorale ai comuni della Val Vestino, negli Atti Visitali fra l'altro scriveva: “Gli adulti sono più amanti delle bettole che memori della loro eterna salute” . Ed a Magasa raccolse le lagnanze di don Francesco Badinelli di Toscolano, curato del paese da circa due anni ed eletto dalla popolazione, riguardo all'assiduità dei suoi parrocchiani nel frequentare l'osteria pubblica così come le feste e le combriccole sotto il portico del cimitero.
In alcuni comuni del limitrofo territorio trentino la taverna comunale cominciò a diffondersi nel XIII e XIV secolo, “sorgendo nei luoghi e nei punti dove i viandanti, i pellegrini e i commercianti erano soliti sostare più frequentemente; da semplice luogo di vendita del vino si trasformò a poco a poco, diventando un locale in cui il viandante oltre che bere poteva anche consumare vivande e trovare ospizio per la notte nonché stallo per il cavallo”.
Certo è che questo monopolio terminerà solo verso la metà dell'Ottocento. Infatti risulta che nel 1849 erano in funzione in paese due esercizi privati e nel 1789 ben quattro “rivendite di vino, caffè e liquori” con undici esercenti al lavoro.
Le prime normative che regolavano la conduzione delle osterie comunali Valvestinesi risalgono al 10 settembre del 1693 e sono contenute in tre capitoli degli statuti della Valvestino, confermati in Villa Lagarina dal conte Carlo Ferdinando Lodron. In quei lontani tempi l'osteria esercitava un forte richiamo e costituiva il miglior passatempo per quei paesani non dotati di principi religiosi e morali, quindi era obbligo tassativo degli osti tener chiusi i locali durante la celebrazione dei “divini uffici”, ossia durante i vespri, le sante messe, l'insegnamento della dottrina cristiana ed altre funzioni liturgiche.
Oltre a ciò era proibito “gioccare a qualsisia giocco, far lotti, vendere a ciarlatani e simili altri sviamenti, far caccie co' cani, tenere aperte botteghe e bettole, tener ridotti e far strepito e bagordi” e, specialmente, si raccomandava che “niun oste o bottegharo ardisca permettere il giuocco di mora, carte o altro nella di lui casa”.
A volte, al contrario, erano gli stessi osti i primi a non sottostare agli ordinamenti, offrendo ospitalità, ristoro e giocando d'azzardo con i minori di venticinque anni d'età, i cosiddetti “figli di famiglia”! Ed allora gli statuti prevedevano per “gli osti gioccatori”, se colti in fallo, una pena pecuniaria di 5 lire planet e disponevano categoricamente “che niun oste della Valle possa dar da mangiare alli figli di famiglia, fuorché nel caso di necessità, più che per la somma di troni uno, altrimenti tutto quello che di più gli averanno dato s'intendi assolutamente perso, né possino mai più avere alcuna azione contro gli stessi figli di famiglia, ancorché divenuti liberi e capi di casa, per rispetto del loro credito indi proveniente”.
Con la proibizione del gioco era intenzione dei legislatori cercare di controllare l'ordine pubblico, poiché “il giocatore è un potenziale bestemmiatore, pericoloso per la collettività intera in quanto il reato-peccato di bestemmia ricade non solo su di lui, ma su tutta la comunità di cui fa parte; non solo: nell'eccitazione del gioco, acuita dal vino, le parole possono trasformarsi in insulti e ingiurie, scatenando vere e proprie liti e risse”.

## Al di là dell'oceano. L'emigrazione "en Merica" di fine Ottocento primi Novecento

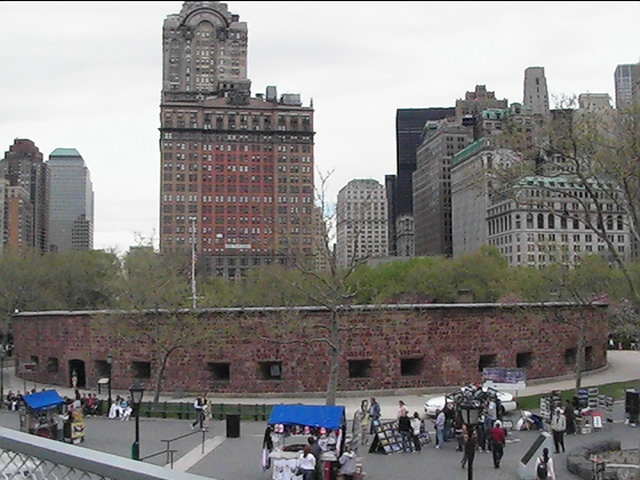
L'ex centro di immigrazione di Castle Garden a New York City, oggi Castle Clinton.

Dallo studio dell'indagine storica di don Lorenzo Guetti, fondatore del cooperativismo trentino, sappiamo che i primi Valvestinesi, in maggioranza Magasini, emigrarono in un anno imprecisato compreso tra il 1870 e il 1880.
Il primo emigrante documentato tramite la lista di sbarco, fu il giovane turanese Domenico Corsetti (1869-?) che nel 1880, a soli undici anni d'età, sbarcò oltreoceano nel centro immigrazione di Castle Garden (oggi Castle Clinton) a New York e vi restò per ben tredici anni consecutivi fino al 1893.
Il primo intrepido Magasino che si presentò sempre nella baia di New York sbarcando il 28 aprile del 1882 sul molo di Castle Garden dalla nave France proveniente dal porto di Le Havre fu Gabriele Giovanni Mazza, che si stabilì nella cittadina industriale di North Adams nel Massachusetts come contadino.
Contemporaneamente iniziò anche l'emigrazione verso gli Stati del sud America. L'emigrazione italiana in Argentina era cominciata già nel 1853 quando questa, divenuta repubblica federale, cominciò un progetto statale di colonizzazione agricola.
Nonostante nel 1876 il governo federale varasse una legge per favorire l'immigrazione e la colonizzazione di vasti territori scarsamente popolati non raccolse molti entusiasmi in Italia e in special modo tra i nostri convalligiani. Pochi gli uomini di Magasa che cercarono lavoro nell'“America matta” forse anche scoraggiati dal lungo viaggio in nave che durava circa 30 giorni.
Il conteggio si riduce ad un piccolo nucleo di sole diciassette persone espatriate nell'arco di tempo compreso tra il 1870 e il 1914 e per la Val Vestino ne contiamo uno solo di Moerna da come si legge nella ricerca di don Lorenzo Guetti. Le prime notizie sulla presenza magasina in Argentina risalgono al 3 settembre del 1887 quando Pietro Salvi detto Tornidùr (1851-1888) e Giovanni Andrea Venturini detto Putei sbarcarono sulle banchine del porto di Buenos Aires dalla nave Regina Margherita proveniente da Genova.

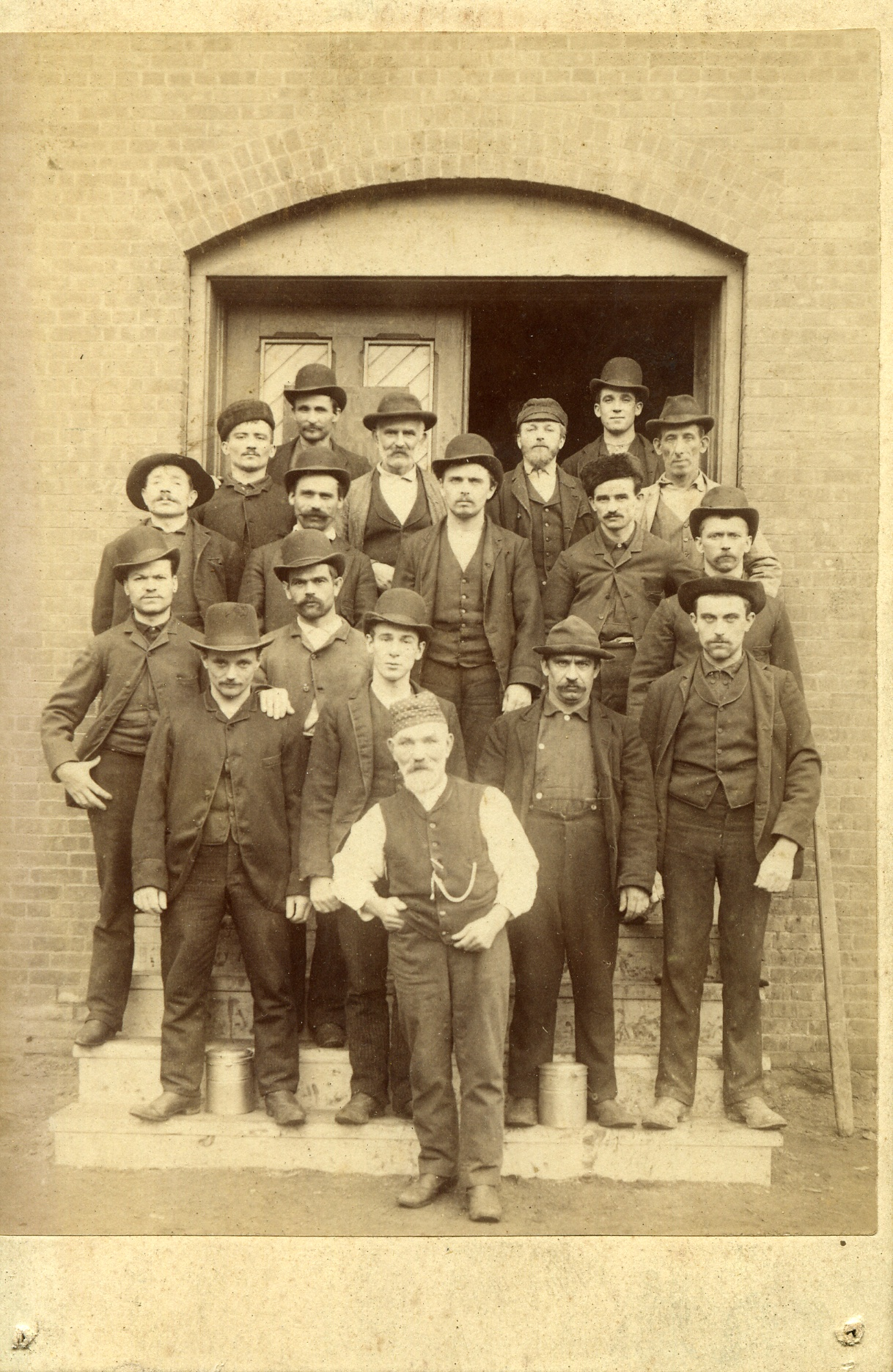
1900. Antonio Zeni Tonel, in alto a sx, emigrante negli USA

Giovanni Zeni detto Pessenà (1849-1896), emigrante in Uruguay, sbarcato nei primi mesi del 1883 a Montevideo, con la moglie Maria March detta Zanarina (+1926), morì di febbre tifoide, nel 1896, nel villaggio di Carmelo lasciando orfani i due figli che vi erano nati.
Ritornando negli Stati Uniti, espletate le pratiche burocratiche alcuni Magasini scelsero di stabilirsi nella metropoli di New York lavorando nell'edilizia come muratori, manovali e carpentieri.
A fine Ottocento la vita a New York per un emigrante non era molto confortevole scriveva nel 1894 Adolfo Rossi autore di “Un italiano in America” : “A New York c'è quasi da vergognarsi a essere italiani. La grande maggioranza dei nostri compatrioti abita nel quartiere meno pulito della città, chiamato i Cinque punti. È un agglomerato di casacce nere e ributtanti, dove la gente vive accatastata peggio delle bestie. In una sola stanza abitano famiglie numerose: uomini, donne, cani, gatti e scimmie mangiano e dormono nello stesso bugigattolo senz'aria e senza luce. In alcune case di Baxter e Mulberry Street è tanto il sudiciume e così mefitica l'atmosfera da far parere impossibile che ai primi calori dell'estate non si sviluppi ogni anno un colera micidialissimo”.
Gli altri si addentrarono nel vasto territorio americano dividendosi in due direttrici migratorie: la prima privilegiò i comodi stati della costa orientale, la cosiddetta regione del New England, come New York, il Massachusetts, l'Ohio, la Pennsylvania, l'Illinois e il Vermont, la seconda osò di più, si spinse nella parte opposta verso la costa occidentale, il mitico West, nel Nevada ma soprattutto nella California e ancora più a nord nello Stato di Washington al confine con il Canada. Nella costa orientale le città preferite furono la già citata North Adams, Solvay-Syracuse e Wappingers Falls nello Stato di New York, Readsboro nel Vermont e Alliance nell'Ohio, ove già da tempo amici o parenti si erano stabiliti all'interno di laboriose comunità trentine e bresciane.